# Enfermedad de Wolman
La enfermedad de Wolman, descrita en 1954 por el médico Moshe Wolman, es una enfermedad pediátrica causada por la deficiencia de la enzima lipasa ácida lisosomal(LAL). Esta enzima es una glicoproteína encargada de la hidrólisis de los ésteres de colesterol y triglicéridos en el paso de sangre periférica a la célula, particularmente cuando estos forman lipoproteínas de baja densidad (LDL).   La deficiencia de esta enzima conduce a un almacenamiento masivo de triglicéridos y ésteres de colesterol. Estos depósitos dañan los tejidos afectados, principalmente el cerebro, hígado y bazo. Se incluye dentro del grupo de enfermedades ocasionadas por almacenamiento de lípidos, también llamadas lipidosis. La enfermedad de Wolman es uniformemente mortal a principios de la infancia, a menos que se realice tratamiento con trasplante de células hematopoyéticas (HCT). La enfermedad de Wolman es rara (menos de 80 casos identificados en PubMed).

## Gen afectado

Modelo de herencia en trastornos autosómicos recesivos

Es una alteración congénita del metabolismo de los lípidos que se hereda con carácter autosómico recesivo, sin predominio de género; su locus se encuentra localizado en el brazo largo del cromosoma 10q23.2–q23.3.  En caso de que un individuo presente un gen anómalo y otro normal, no se producen síntomas, esta situación se conoce como portador. La enfermedad de Wolman es la manifestación de una deficiencia severa, es decir, una actividad enzimática de menos del 10 %, sin embargo, también se puede manifestar como la enfermedad por depósito de ésteres de colesterol (EDEC) como una variedad de la deficiencia parcial de la enzima.

## Manifestaciones clínicas
La mayoría de los pacientes cursan con un cuadro clínico similar que se caracteriza por vómitos, diarrea, esteatorrea, hepatoesplenomegalia, distensión abdominal y desnutrición progresiva. Los niños afectados son normales en el momento del nacimiento, pero pronto comienzan a presentar deterioro de las capacidades mentales, agrandamiento del hígado (hepatomegalia) y del bazo (esplenomegalia).  También aparecen alteraciones intestinales como esteatorrea (eliminación de grasas por las heces) y distensión del abdomen.  Otros síntomas comunes son anemia y depósitos de calcio en las glándulas suprarrenales. La muerte suele producirse antes del año de vida. Los cambios patológicos más significativos comprenden el depósito de triglicéridos y ésteres de colesterol en las células del sistema fagocítico, en el intestino delgado y la corteza adrenal.

## Ruta metabólica afectada
En esta, enfermedad como se indicó anteriormente, existe deficiencia de una enzima lisosomal que se encarga de hidrolizar los ésteres de colesterol, estos ésteres de colesterol vienen de la vía de síntesis de colesterol a partir de Acetyl-CoA, que en un entronque metabólico es convertido en ácido mevalonico que tras su paso por el peroxisoma pasa a farnesil pirofosfato y posteriormente por aproximadamente 16 pasos metabólicos en el retículo endoplasmático generan lanosterol que es el precurso de colesterol y vitamina D3; este colesterol por diferentes vías se encuentra involucrado en la síntesis de ácidos biliares y la esteroideogénesis. Una parte de ese colesterol por acción Esterol O-acyltransferase 1 genera ésteres de colesterol los cuales se espera entren al lisosoma para sintetizar ácidos grasos y el colesterol remanente se una a proteínas de tal forma que puedan ser transportadas a la sangre a manera de LDL’s.

## Tratamiento
Se ha utilizado de forma anecdótica el alotrasplante de progenitores hematopoyéticos (de médula ósea o de cordón umbilical) que previene el curso mortal de la enfermedad, pero no la aparición de complicaciones órgano-específicas como la cirrosis hepática.
Recientemente se ha comercializado la sebilipasa, un tratamiento enzimático sustitutivo del déficit de lipasa ácida lisosomal. Uno de los factores limitantes para la utilización de la terapia enzimática sustitutiva es su altísimo coste, superior a los 200 000 € por año.
El tratamiento dietético de la enfermedad es absolutamente ineficaz y no modifica la evolución mortal de la misma. Las dietas bajas en grasa sólo tienen utilidad si se ha realizado un tratamiento enzimático sustitutivo o un trasplante de progenitores, como terapia coadyuvante.
Por otra parte, se ha mencionado la posibilidad de utilizar un inhibidor de la HMG-CoA reductasa como la lovastatina, como tratamiento coadyuvante. El mecanismo de acción se basa en la disminución de la síntesis de colesterol y de la producción de la apolipoproteína B con reducciones en los niveles tanto de colesterol como de triglicéridos. Asimismo, se ha evidenciado una disminución de la hepatoesplenomegalia y una mejoría de la disfunción adrenal.
La terapia génica dirigida al hígado es otra  de las posibilidades futuras contempladas como candidatas para el tratamiento de la enfermedad.

## Principales lipidosis
- Enfermedad de Gaucher.
- Enfermedad de Niemann-Pick.
- Enfermedad de Fabry
- Enfermedad de Wolman
- Xantomatosis cerebrotendinosa
- Sitosterolemia
- Enfermedad de Refsum
- Enfermedad de Tay-Sachs
- Diabetes
- Leucodistrofia metacromática.[11]